# Boon Kiak Yeo
Boon Kiak Yeo, né le 7 mars 1988, est un coureur cycliste singapourien.

## Biographie
Cycliste amateur, Boon Kiak Yeo est diplômé de l'université La Trobe. Il exerce le métier de podologue dans un hôpital à Singapour, lorsqu'il ne participe pas à des compétitions,.
En 2012 et 2013, il évolue sur le circuit national australien avec l'équipe African Wildlife Safaris. Il revient ensuite dans son pays natal en 2014, après avoir terminé ses études. Deux ans plus tard, il se classe troisième du Tour de Bintan, une course par étapes disputée en Indonésie. 
En 2021, il devient champion de Singapour du contre-la-montre. Lors de la saison 2022, il remporte le titre national sur route. Il représente également son pays lors des Jeux d'Asie du Sud-Est, où il finit troisième du critérium et quatrième de la course en ligne.

## Palmarès et résultats

### Par année
- 2012
  - 3e du championnat de Singapour sur route
- 2016
  - 3e du Tour de Bintan
- 2018
  - 2e étape du Tour de Kepri
  - 2e du championnat de Singapour sur route
- 2019
  - 2e du championnat de Singapour du contre-la-montre
  - 2e du championnat de Singapour sur route
- 2021
  -  Champion de Singapour du contre-la-montre
- 2022
  -  Champion de Singapour sur route
  - 3e étape du Tour de Siak
  - 2e du championnat de Singapour du contre-la-montre
  -  Médaillé de bronze du critérium aux Jeux d'Asie du Sud-Est
- 2023
  - 2e du championnat de Singapour sur route
- 2024
  -  Champion de Singapour sur route
  -  Champion de Singapour du contre-la-montre
- 2025
  -  Champion de Singapour sur route
  - 2e du championnat de Singapour du contre-la-montre

### Classements mondiaux
| Année         | 2012 | 2013 | 2014 | 2015 | 2016 | 2017 | 2018 | 2019 | 2020 | 2021 |
| ------------- | ---- | ---- | ---- | ---- | ---- | ---- | ---- | ---- | ---- | ---- |
| UCI Asia Tour | 157e |      |      |      |      |      | 273e | 81e  |      | 57e  |